# Castillo de Porto Palermo
El Castillo de Porto Palermo (en albanés: Kalaja e Porto Palermos) es un castillo cerca de Himarë en el sur de Albania. Está situado en la bahía de Porto Palermo, a pocos kilómetros al sur de Himare. 
Los guías turísticos locales presentan el castillo, bien conservado, como construido en el siglo XIX por Ali Bajá de Tepelena. Pero al parecer se erigió antes; lo más probable es que fuese edificado por los venecianos, ya que era accesible por mar y tiene la misma planta triangular con torres redondas que se encuentra en la fortaleza veneciana de Butrinto. En 1921 el castillo fue denominado «veneciano».